# Kilimandzsáró
A Kilimandzsáró rétegvulkán Tanzániában. Fő csúcsa, az Uhuru az ország és egyben Afrika legmagasabb hegycsúcsa. Az Egyenlítőtől 320 km-rel délre található. Harmadidőszaki vulkanizmus során keletkezett. Három vulkáni kúp alkotja: a Kibo, a Mawenzi és a Shira. Túlnyomórészt bazaltból áll, amely kőzet a mállás miatt erősen omlékony, sziklamászásra ezért nem alkalmas. Magasságára vonatkozóan az adatok eltérnek. Vannak források, melyek 6000 m-t meghaladó hegyként említik, de az utolsó hivatalos mérés szerint a legmagasabb pontja a Kibo kráterének délnyugati elhelyezkedő Uhuru-csúcs 5895 m-rel.
A kráterperem legmagasabb része sokáig a Vilmos császár-csúcs (Kaiser-Wilhelm-Spitze) nevet viselte, az ország függetlenségének elnyerése óta Uhuru (Szabadság)-csúcs a neve. Megmászása a hét hegycsúcs kihívás egyik állomása.

## A globális felmelegedés hatásai

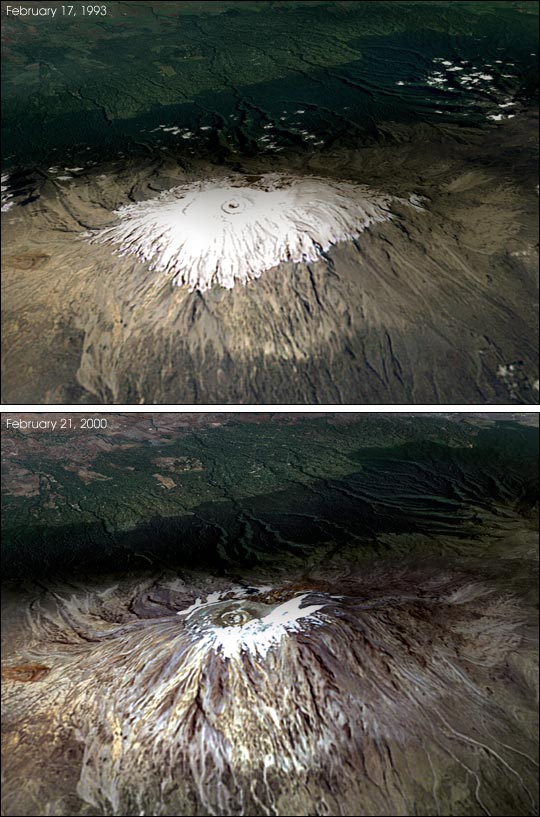
A Kilimandzsáró eltűnő hósapkája. A felső kép 1993-ban, az alsó 2000-ben készült

A globális felmelegedés következtében a Kilimandzsáró hava egyes kutatók szerint 2015 és 2030 között teljesen eltűnik. Amerikai kutatók adatai szerint 1912 és 2000 között a hegy hómennyisége több mint 80%-kal csökkent. A folyamat egyre gyorsul, hiszen a helyi lakosság termőterülethez kíván jutni, mindezt pedig úgy oldják meg, hogy felégetik a hegyoldal bizonyos részeit. Az erdők elégetésének az a következménye, hogy kevesebb eső esik, hiszen azok „vonzzák” a csapadékot a hegyre. A klímaváltozás a hósapka elolvadásán és szárazságon keresztül megy végbe, de az ok leginkább az erdők pusztulásában keresendő.
Lonnie Thompson jégmintákat gyűjtött hat furatból a Kilimandzsárón. 12 ezer évre visszamenőleg adatokat lehet nyerni a jégben lévő minták alapján a térség átlaghőmérsékletéről.

## Kulturális vonatkozások
Ernest Hemingwayt is megihlette a hely, amiről A Kilimandzsáró hava című novellája tanúskodik.
1987-ben került fel a világörökségek listájára a Kilimandzsáró Nemzeti Park, mely 756 négyzetkilométer nagyságú.

## Magyar vonatkozások
Teleki Sámuel elsőként érte el a Kilimandzsáró hegy 5310 méter magasan húzódó hóvonalát, az első felfedező volt, aki a Kenya-hegyre lépett. Ez utóbbi hegyen 4300 métert haladt felfelé és ezután északra fordult, hogy felmérjen egy folyórendszert. A folyókat követve jutott el 1888. március 5-én az először Jáde tengerként említett tóhoz, amelyet Teleki a trónörökösről később Rudolf-tónak nevezett el. 1975-ben átkeresztelték, a turkana törzsről elnevezve, amely a partjain él. Az expedíció felfedezett egy kisebb tavat is, amelyet Stefánia-tónak nevezett el. (Mai neve Chew Bahir, Etiópia déli részében.) Teleki Sámuel 1895-ben még egy utolsó sikertelen próbálkozást tett, hogy megmássza a Kilimandzsáró 5895 méteres csúcsát. Hosszú betegség után Budapesten halt meg. Több magyar televíziós csoport is járt a Kilimandzsárónál. A Hungarikumokkal a világ körül csapata 2018-ban forgatott a hegycsúcs meghódítása alatt. 

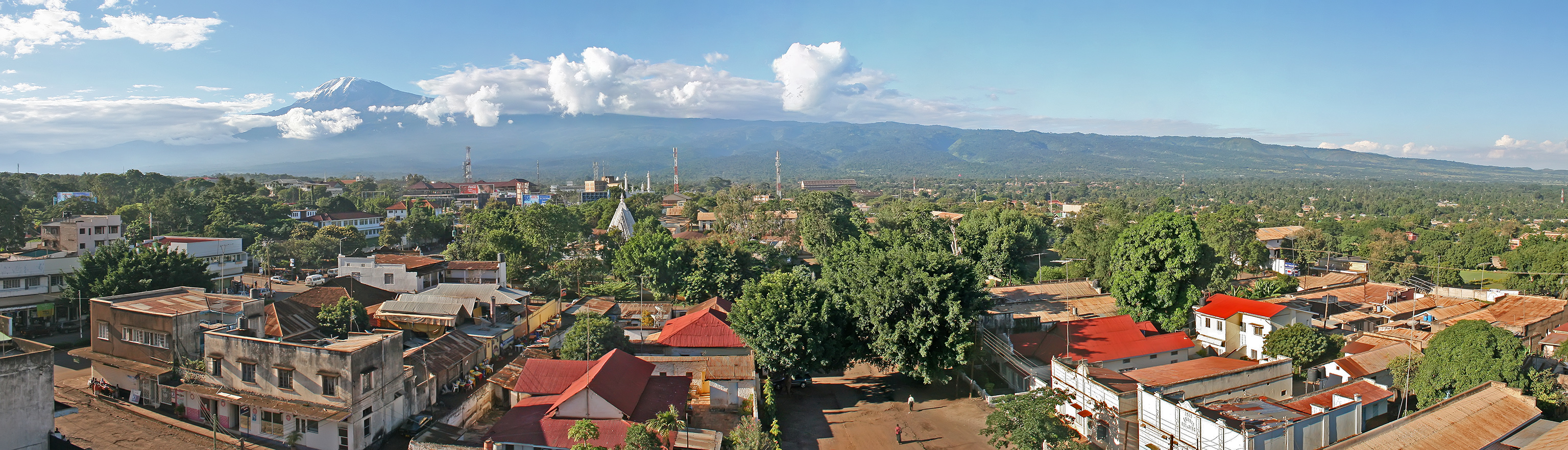
A Kilimandzsáró Moshi városból